# Giambattista Spampinato
Giambattista Spampinato (Belpasso, 15 giugno 1929 – Belpasso, 15 novembre 2016) è stato un drammaturgo italiano, che scrisse prevalentemente in siciliano.

## Biografìa
Giambattista Spampinato Ha iniziato l'attività artistica come attore e regista e dal 1966 ha scritto parecchie opere - complessivamente 42 - più volte rappresentate nei teatri siciliani ed alcune delle quali premiate nelle maggiori rassegne letterarie a livello regionale e nazionale. Tra queste:
- "La buon'anima di mia suocera" (commedia in siciliano, edizione in 3 o 2 atti). Il protagonista si isola dalle manifestazioni della vita familiare, fino a quando non interviene la sua coscienza, personificata sotto le spoglie della defunta suocera, che gli ricorda l'importanza degli affetti e del confronto con le nuove generazioni.

- Sensaleria per...corna! (commedia in siciliano, in 3 atti). Si tratta di uno spaccato di vita paesana, mediocre per la mancanza di iniziativa del protagonista e il suo piatto ménage familiare, fin quando vive momenti drammatici in sogno e al risveglio si ripromette di cambiare vita.

- Il bivio (commedia in italiano in 3 atti). Attraverso simbolismi si narra il travaglio dei protagonisti nel trovare la giusta direzione.

- La madrina (commedia in siciliano in 3 atti). Dal doppio significato del termine madrina, satira contro mafia e politica e i loro intrecci.